# Уго Алькантара
Уго Алькантара (порт. Hugo Alcântara, нар. 28 липня 1979, Куяба) — бразильський футболіст, що грав на позиції захисника. По завершенні ігрової кар'єри — тренер. З 2021 року очолює тренерський штаб команди «Дон Боско». Виступав за низку бразильських і закордонних клубів. Чемпіон Румунії. Володар Кубка Румунії та Суперкубка Румунії.

## Ігрова кар'єра
Розпочав займатися футболом на батьківщині. У професійному футболі дебютував 2001 року виступами за португальську команду «Віторія» (Сетубал), в якій грав до 2005 року, взявши участь у 103 матчах чемпіонату. У 2005 році перейшов до складу іншого португальського клубу «Академіка», де грав до 2006 року, після чого грав у польському клубі «Легія», проте у варшавському клубі зіграв лише 9 матчів. У 2007 році футболіст повернувся до Португалії, де грав за клуб «Белененсеш».
На початку 2009 року Уго Алькантара став гравцем клубу «ЧФР Клуж», у складі якого грав до кінця 2010 року. У румунській команді бразильський футболіст став чемпіоном Румунії, а також володарем Кубка Румунії та двічі Суперкубка Румунії. у 2011 році Алькантара перейшов до японського клубу «Монтедіо Ямагата», проте за пів року повернувся на батьківщину до клубу «Атлетіку Паранаенсе». За короткий час футболіст перейшов до португальського клубу «Уніан Лейрія», де грав до кінця 2012 року. У 2013 році Алькантара грав у складі бразильського клубу «Греміо Озаско», після чого завершив виступи на футбольних полях.

## Кар'єра тренера
Уго Алькантара розпочав тренерську кар'єру невдовзі по завершенні кар'єри гравця, у 2014 році очоливши тренерський штаб клубу «Дон Боско», де пропрацював до кінця року. У 2015 році Алькантара нетривалий час очолював клуб «Куяба», після чого у 2018 році працював у клубі «Уніан Рондонополіс», а у 2019 році вдруге очолював «Дон Боско». У 2019—2020 роках колишній футболіст очолював клуб «Поконе». З 2021 року Алькантара знову очолює клуб «Дон Боско».

## Титули і досягнення
- Чемпіон Румунії (1):

«ЧФР Клуж»: 2009–2010
- Володар Кубка Румунії (1):

«ЧФР Клуж»: 2009–2010
- Володар Суперкубка Румунії (2):

«ЧФР Клуж»: 2009, 2010